# Ukraine Today
Ukraine Today або UT (укр. Україна Сьогодні) — український інформаційний телеканал, мовлення якого в традиційних кабельних та IPTV мережах Європи велося із 24 серпня 2014 по 1 квітня 2016 року. Був першим українським телеканалом, що цілодобово мовив англійською, згодом з'явилась трансляція російською, також розглядали німецькомовний варіант.
З 1 квітня 2016 року канал вже не був доступний через кабельні мережі чи IPTV в Україні та переформатувався в інтернет-канал.
З 2017 року припинив мовлення в інтернеті, ставши англомовною частиною ІА «Уніан».

## Про канал
Каналу пророкували яскравий старт і можливість стати «своїм CNN» у Східній Європі.
Генеральний продюсер телеканалу — Тетяна Пушнова, яка з вересня 2011 року обіймає посаду шеф-редакторки ТСН. Першим головним редактором каналу був Пітер Дікенсон, засновник журналу «What's On» та колишній головний продюсер телеканалу «Jewish News One». Із січня до травня 2016 року посаду шеф-редакторки телеканалу «Ukraine Today» обіймала Юлія Соцька, котра перейшла на ТСН у червні того ж року.
Телеканал транслювався через супутник «Hot Bird», а також онлайн через офіційний сайт і YouTube-канал. А у 2016 році англійською мовою їх програми показував і 1+1 International.

### Закриття телемовлення
З 1 квітня 2016 року телеканал припинив телемовлення і перейшов у формат інтернет-ресурсу.
Як пояснила Тетяна Пушнова, це сталося у зв'язку із запуском міжнародного мовлення державним телебаченням України, тому мовлення в телеефірі втратило актуальність, як найбільш витратна складова роботи телеканалу.
У 2017 році повністю припинив мовлення в інтернеті, ставши англомовною частиною ІА «УНІАН».
Сторінки в соцмережах, на які посилався канал, стали англійськомовною версією ІА «УНІАН».

## Формат
Спочатку в ефірі Ukraine Today виходили півгодинні інформаційні блоки з випусками новин, новинами культури, спорту, бізнесу тощо. Від початку 2015 року телеканал планував відкрити власну студію з випусками новин у прямому ефірі і ток-шоу.
Канал висвітлював події України, Польщі, країн Балтії та Росії.